# Carica Zhen (Cao Fang)
Carica Zhen (甄皇后, osobno ime nepoznato, ? -251.), formalno Carica Huai (懷皇后, doslovno "ljubazna-ali-rano-umrla carica") bila je carica kineske države Cao Wei, jednog od Tri kraljevstva, odnosno prva supruga cara Cao Fanga. O njenom životu se vrlo malo zna; djed joj bio Zhen Yan (甄儼), poočim Zhen Luo, majke cara Cao Ruija. Za caricu je proglašena 243. Umrla je 251. a tri godine kasnije je njen muž svrgnut s vlasti.